# 웨스트필드 월드 트레이드 센터
웨스트필드 월드 트레이드 센터(영어: Westfield World Trade Center) 또는 오큘러스(영어: Oculus)는 뉴욕시 맨해튼 세계 무역 센터에 있는 쇼핑몰로, 유니베일-로담코-웨스트필드가 운영하고 있다. 2016년 8월 16일 개장했으며, 맨해튼에서 가장 큰 쇼핑몰로 125개의 상점이 들어서 있다. 웨스트필드 월드 트레이드 센터가 들어서기 이전의 건물은 세계 무역 센터 몰(영어: Mall at the World Trade Center)로 1975년 완공되었지만 2001년 9·11 테러로 파괴되었다.

## 세계 무역 센터 몰

2001년 9월 11일 파괴되기 이전 세계 무역 센터 몰의 지도.

세계 무역 센터 몰은 원래 세계 무역 센터의 중앙홀에 있던 지하 쇼핑몰로 2001년 9·11 테러로 파괴되었다. 대부분의 쇼핑몰은 4 월드 트레이드 센터와 5 월드 트레이드 센터 아래에 있었으며, 일부는 오스틴 J. 토빈 광장 아래에 있었다. 1975년 완공된 세계 무역 센터 몰은 뉴욕시에서 가장 큰 쇼핑몰이었고, 웨스트필드 그룹이 운영했다. 메인 입구는 리버티 스트리트를 마주보는 4 월드 트레이드 센터의 남쪽에 위치해 있었고, 중앙홀로 내려가는 에스컬레이터가 있었다. 다른 입구는 처치 스트리트에 면한 5 월드 트레이드 센터의 동쪽에 있었다. 또한 트윈 타워의 로비에서도 접근이 가능했으며, 뉴욕 지하철 A, C, E선과 챔버스 스트리트-세계 무역 센터역으로 이동하거나 환승하는 역할을 했다. PATH 열차는 쇼핑몰 아래에 위치한 지하층에서 교차했다.
세계 무역 센터 몰에 입점한 가게로는 보더스 그룹, 바나나 리퍼블릭, 코치, 제이 크루, 세포라, 갭, 빅토리아 시크릿, 디즈니 스토어, 워너 브라더즈 스튜디오 스토어 등이 있었다.
2001년 4월 26일, 뉴욕 뉴저지 항만공사는 99년 계약으로 세계 무역 센터 몰을 웨스트필드 그룹에 임대하기로 합의했다. 2001년 7월 24일 계약이 승인되었다. 매입 후 웨스트필드는 쇼핑몰의 대대적인 리노베이션과 확장을 계획하고 있었고, 2002년에 웨스트필드 쇼핑타운 월드 트레이드 센터로 이름을 바꿀 예정이었다.
2001년 9·11 테러 당시 아메리칸 항공 11편이 북쪽 타워를 강타한 오전 8시 46분, 쇼핑몰 내의 목격자들은 엘리베이터 수직 통로로 비행기에서 나온 불덩이가 떨어졌고 이로 인해 로비 안의 엘리베이터들이 폭발했다고 진술했다. 9/11 위원회 보고서에 따르면, 뉴욕 뉴저지 항만공사의 현장 지휘 경찰관이 중앙홀에 서 있을 때 북쪽 타워 로비에서 불덩이가 터졌고, 경찰관은 목숨을 구하기 위해 몸을 던져야 했다. 9·11 테러 당시 세계 무역 센터 몰의 생존자였던 다음과 같이 진술했다. "거대한 폭발이 일어났을 때, 나는 업타운 1과 9 역에 거의 도달했다. 건물이 흔들렸다. 나는 사람들이 '오, 안돼.'라고 말하는 것을 들었다. 많은 사람들이 아닌 몇몇 사람들이 비명을 질렀다. 나는 바나나 리퍼블릭을 지나 씨티은행을 지나 밖의 광장까지 앞을 내다보았다. 그 순간 무시무시한 연기가  문간을 가득 메우고 있었다. 그것은 앞으로 날아가기 시작했다. 연기는 마치 자신의 의지가 있는 것처럼 우리를 향해 오기 시작하는 엄청난 추진력을 가지고 있었다. 우리는 달렸다. 우리는 코치 매장을 지나 함께 달렸다. 우리는 이 거대한 연기의 물결에서 벗어나기 위해 달렸다. 우리가 쫓기는 것 같았다. 중앙홀에 있던 모든 사람들이 달려갔다. 우리는 오른쪽으로 돌아서 PATH 열차를 향해 갔다. 우리가 달리자, 점원들이 현관에서 '무슨 일이야?'무슨 일이야? 무슨 일이야?'라고 물었다. 하지만 우리는 너무 빨리 달려서 그들에게 대답할 수 없었고 그들은 우리와 함께 달렸다. 어떤 사람들은 울고 있었고, 어떤 사람들은 비명을 질렀다. 우리는 한 몸이 되었다. 아무도 밀지 않았고 아무도 떨지 않았다. 우리는 모두 건물에서 나간다는, 같은 목적을 가지고 있었다."

## 웨스트필드 월드 트레이드 센터
웨스트필드 월드 트레이드 센터는 약 33,900 m2의 소매 공간을 가지고 있으며, 이전의 쇼핑몰과 마찬가지로 도시에서 가장 큰 쇼핑몰이다. 비록 웨스트필드 월드 트레이드 센터는 9/11 메모리얼 & 뮤지엄을 위한 공간을 마련하기 위해 세계 무역 센터 몰의 절반 정도의 면적으로 건설되었지만, 원래 몰은 단일 층이었던 반면에 웨스트필드 월드 트레이드 센터는 2층이다. 2 월드 트레이드 센터와 3 월드 트레이드 센터의 지하층에 웨스트필드 월드 트레이드 센터 3층이 추가로 들어설 예정이고, 4 월드 트레이드 센터에는 이미 웨스트필드 월드 트레이드 센터 4층이 마련되어 있다. 세계 무역 센터역의 본사인 오큘러스에는 또한 많은 양의 소매 공간이 있다.
웨스트필드 월드 트레이드 센터의 개발자였던 래리 실버슈타인에 따르면, 실버슈타인 프로퍼티즈가 항만공사와 함께 개발한 디자인은 9/11에 잃어버린 소매 공간을 재건하는 것뿐만 아니라 이전에 있었던 것 이상으로 확장하는 것을 요구하였고, 웨스트필드 월드 트레이드 센터를 방문객들과 쇼핑객들을 위한 진정한 목적지로 만들고자 했으며, 맨해튼 훌륭한 소매 중심지의 많은 특성을 공유할 중심지로 개발하고자 했다. 2007년에 원 월드 트레이드 센터에 배속된 쇼핑몰의 건설이 시작되었다. 2012년 2월, 웨스트필드 코퍼레이션은 세계 무역 센터 부지의 나머지를 소유하고 있는 뉴욕 뉴저지 항만공사와 공동으로 몰을 소유하고 관리하기로 계약을 체결했고, 웨스트필드는 쇼핑몰 내에 마케팅부를 열었고 7 월드 트레이드 센터에 임대 사무실을 열었다. 2013년 12월, 뉴욕 뉴저지 항만공사는 웨스트필드에 소매업 개발에 남은 지분을 매각했다. 쇼핑몰은 2014년 6월 기준으로 80% 임대되었다. 쇼핑몰의 125개 소매 공간은 2015년 10월까지 완전히 임대되었다.
2016년 8월 16일 존 레전드와 레슬리 오덤 주니어가 콘서트와 함께 웨스트필드 월드 트레이트 센터가 개장하였다. 개장 때 판도라와 애플과 같은 매장과 푸드 코트가 영업을 개시했다. 쇼핑몰이 문을 열었을 때 총 60개의 매장이 있었다. 2017년까지 쇼핑몰 내에 82개의 매장이 있었지만, 대부분의 공간이 임대되지는 않았다. 일부 세입자들도 이사를 가고 있었고, 항만공사도 PATH역 입구 앞에 점포 9곳을 새로 짓고 있었다. 주요 소매 공간으로 여겨졌던 이 9개 점포는 이전에 임시 PATH 역 입구가 있던 장소였기 때문에 이용할 수 없었다.